# Terminàlia

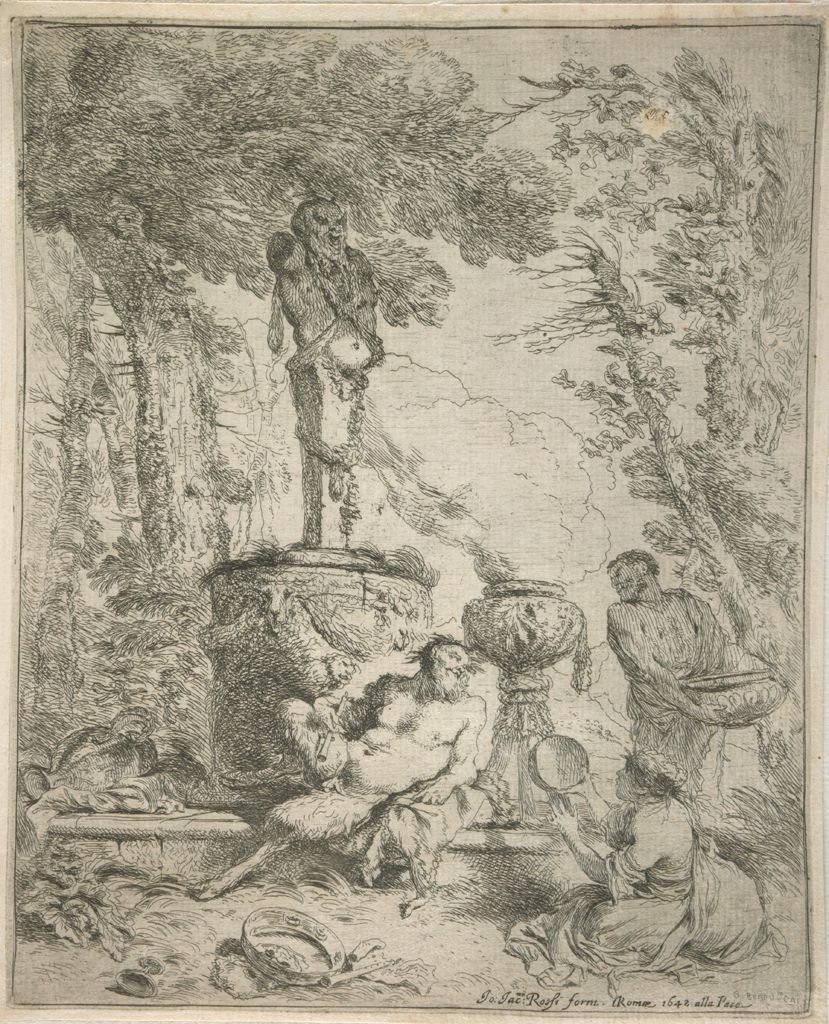
Celebració davant l'altar de Terminus, il·lustració de Giovanni Benedetto Castiglione

Terminàlia (en llatí: Terminalia) va ser una festivitat celebrada a l'antiga Roma en honor del déu Terminus, que era la deïtat tutelar de les fronteres i els límits de les finques agrícoles.

## Rituals
Per marcar el límit entre dues propietats adjacents es posava una pedra en representació del déu Terminus. El dia de la Terminàlia els dos propietaris anaven al lloc on hi havia aquesta pedra amb caràcter d'estàtua divina, la coronaven amb garlandes i formaven una mena d'altar on feien ofrenes de gra, mel i vi i sacrificaven un be o un porc; acabaven cantant al déu. Aquest costum va ser instituït pel rei Numa Pompili, el qual va ordenar que es consagressin aquestes pedres en nom de Jupiter Terminalis. La relació entre Júpiter i Terminus venia de la llegenda que deia que el turó Capitoli tenia unes grutes que estaven habitades per dos déus Terminus i Juventas. Quan es van començar les obres per fer el temple de Júpiter, els àugurs van notar que aquests déus es negaven a abandonar el lloc i, per tant, els van dedicar un espai dins el temple.
La Terminàlia també implicava un ritual per protegir els límits de l'estat. Aquesta celebració de caràcter públic es feia a la sisena pedra de la via entre Roma i Laurèntum, en el punt d'unió de les vies Ostiense i Laurentina, suposadament perquè aquesta havia estat l'extensió antiga del territori romà en aquella direcció en temps de Numa Pompili.

## Al calendari romà
El festival se celebrava el 23 de febrer, el dia abans del regifugium. El mes de febrer era el darrer de l'any romà i quan es va establir el mes de mercodonius intercalat, els cinc darrers dies de febrer es van afegir al nou mes, fet que va convertir el 23 de febrer en el darrer dia de l'any. Quan Ciceró en una carta adreçada a Tit Pomponi Àtic diu, Accepi tuas litteras a. d. V. Terminalia («vaig rebre la teva carta pel dia de la Terminàlia»), fa servir aquesta estranya manera de definir una data perquè es trobava a Cilícia i no estava segur si aquell any s'havia intercalat el mes del meodonius.